# Sofia Kovalevskaya
Sofia Vasilyevna Kovalevskaya, Sonja Kowalewski ou Sofja Wassiljewna Kowalewskaj (em russo:  Софья Васильевна Ковалевская; Moscou, 15 de janeiro de 1850 — Estocolmo, 10 de fevereiro de 1891) foi uma matemática russa com contribuições notáveis para a teoria das equações diferenciais parciais, matemática analítica e mecânica. Ela foi a pioneira entre as mulheres na matemática ao redor do mundo - Foi a primeira mulher a obter um doutorado em matemática, a primeira a ser nomeada para a Academia de Ciências da Rússia, a terceira a conseguir um cargo acadêmico (como Professora na Universidade de Estocolmo) e uma das primeiras mulheres a trabalhar como editora em uma publicação científica. De acordo com a historiadora Ann Hibner Koblitz, Kovalevskaia foi "a mais conhecida cientista (mulher) antes do século XX".

O historiador Roger Cooke escreveu:
"... quanto mais eu reflito sobre a vida dela e considero a magnitude de suas conquistas, considerando o peso dos obstáculos que ela teve que superar, mais eu a admiro. Para mim, ela atingiu um status de heroína que poucas pessoas na história conseguiram alcançar. Se aventurar, como ela fez, no meio acadêmico, um mundo que quase nenhuma mulher havia explorado, consequentemente tendo se tornado um objeto de curiosidade entre os colegas, enquanto uma sociedade preconceituosa a pressionava praticamente esperando por uma falha, ela teve enorme coragem e determinação. Para atingir, como ele conseguiu, pelo menos dois reconhecimentos para a bolsa de estudos, é a evidência de considerável talento, desenvolvido sob uma disciplina rígida".
Irmã da socialista e feminista Anne Jaclard. Existem diversas alternativas de transliteração para o seu nome. Ela assinava como Sophie Kowalevski (ou algumas vezes como Kowalevsky) em suas publicações acadêmicas.

## Suas referências iniciais e infância
Sofia Kovalevskaya (née Korvin-Krukovskaya), nasceu em Moscou, segunda dentre três filhos. Seu pai, Lieutenant General Vasily Vasilyevich Korvin-Krukovsky, serviu ao Exército Imperial Russo como comandante da Artilharia de Moscou antes de se aposentar em 1858 em sua província natal Vitebsk, quando Sofia tinha 8 anos de idade. Ele era membro da baixa nobreza, descendente de (Bielo)Russo–Polacos, com possibilidade de parentesco com a família real húngara Korvin e também de ter sangue romeno/cigano.
Sua mãe, Yelizaveta Fedorovna Shubert (Schubert), é descendente de imigrantes alemães que se mudaram para St. Petersburg (Ilha Vasilievsky). Seu bisavô foi o astronauta e geógrafo Friedrich Theodor Schubert (1758−1825), que imigrou da Alemanha para a Rússia por volta de 1785. Ele se tornou membro interino da St. Petersburg Academy of Science e chefe do observatório astronômico de lá. Seu filho, avô de Sofia, foi o General Theodor Friedrich von Schubert (Shubert) [1789−1865], que foi comandante do serviço militar de topografia e membro honorário da Russian Academy of Sciences, e também Diretor do Kunstkamera museum.
Sofia teve uma excelente educação, com governantas de língua nativa inglesa, francesa e germânica. Aos 8 anos aproximadamente, já demonstrava interesse em cálculo e matemática; as paredes de seu quarto eram rodeadas de notas de leitura de Ostrogradsky, herança da época estudantil de seu pai. Iosif Ignatevich Malevich foi seu tutor particular em matemática elementar.
O físico Nikolai Nikanorovich Tyrtov notou sua aptidão quando Sofia resolveu sozinha uma construção aproximada de funções trigonométricas que ela ainda não havia encontrado em seus estudos. Tyrtov a chamava de "novo Pascal" e sugeriu que ela continuasse seus estudos sob a tutela de N. Strannoliubskii. Em 1866-67, ela passou todo o inverno com sua família em São Petesburgo, onde foi providenciado que tivesse aulas com Strannoliubskii, um conhecido defensor da educação superior para mulheres, que a ensinou cálculo. Durante o mesmo período, o filho de um padre local introduzia sua irmã Anna a ideias progressistas influenciadas pelo "Movimento de 1860", através de jornais da época que eram niilistas.
A palavra "niilismo" (нигилист), usada sempre com aspecto pejorativo, não tinha o mesmo significado para os jovens russos de 1860 (шестидесятники):
Apesar do talento de Sofia para matemática, ela não pôde completar seus estudos na Russia.Naquela época, as mulheres não podiam estudar em universidades russas e de outros países. Para estudar fora do país, Sofia precisava de uma permissão escrita de seu pai (ou marido). Segundo contam, em 1868,  ela assinou um contrato para um "casamento de fachada" com Vladimir Kovalevskij, um jovem estudante de paleontologia, escritor e militante, que foi o primeiro traduzir e publicar a obra de Charles Darwin na Russia. O casal se mudou para a Alemanha em 1869, depois de uma pausa breve em Viena, visando adquirir conhecimentos mais avançados.

## Vida adulta e estudantil
Em abril de 1869, após a breve estada de Sofia e Vladimir em Viena, onde ela assistiu a aulas de física na universidade, eles se mudaram para Heidelberg. Através de grandes esforços, ela obteve permissão para assistir as aulas, com a aprovação dos professores na Universidade de Heidelberg. Lá, ela frequentou cursos de física e matemática com professores como Hermann von Helmholtz, Gustav Kirchoff e Robert Bunsen. Vladimir, enquanto isso, foi para a Universidade de Jena para obter um doutorado em paleontologia.
Em outubro de 1869, pouco depois de frequentar cursos em Heidelberg, ela visitou Londres com Vladimir, que passou algum tempo com seus colegas Thomas Huxley e Charles Darwin, enquanto ela foi convidada para participar dos salões dominicais de George Eliot. Lá, aos dezenove anos, conheceu Herbert Spencer e foi levada a um debate, por instigação de Eliot, sobre "a capacidade da mulher para o pensamento abstrato". Embora não haja registro dos detalhes de sua conversa, ela havia acabado de concluir um curso em Heidelberg sobre mecânica e ela poderia ter mencionado as equações de Euler, que governam o movimento de um corpo rígido. George Eliot estava escrevendo Middlemarch na época, no qual se encontra a notável frase: "Em suma, a mulher era um problema que (como a mente do Sr. Brooke era inexpressiva) dificilmente poderia ser menos complicada que as revoluções de um sólido irregular". Isso foi bem antes de ela fazer sua notável contribuição do "topo Kovalevskaya" para a breve lista de exemplos conhecidos de movimentos corporais rígidos integráveis.
Em outubro de 1870, Sofia mudou-se para Berlim, onde começou a ter aulas particulares com Karl Weierstrass, já que a universidade não permitia que ela assistisse as aulas regulares. Ele ficou muito impressionado com suas habilidades matemáticas e, nos três anos seguintes, ensinou-lhe o mesmo material que compreendia suas palestras na universidade.
Em 1871, viajou brevemente a Paris, juntamente com Vladimir, para ajudar na Comuna de Paris, onde Sofia assistiu aos feridos e sua irmã Anyuta estava ativa na Comuna. Com a queda da Comuna, no entanto, tanto Anyuta quanto seu marido, Victor Jaclard, que era o líder do contingente de Montmartre da Guarda Nacional e um proeminente Blanquiste, foram presos. Embora Anyuta conseguiu escapar para Londres, Jaclard foi condenado à execução. No entanto, com a ajuda do pai de Sofia e Anyuta, o general Krukovsky, que tinha vindo urgentemente a Paris para ajudar Anyuta e que escreveu a Adolphe Thiers pedindo clemência, eles conseguiram salvar Victor Jaclard.
Sofia retornou a Berlim e continuou seus estudos com Weierstrass por mais três anos. Em 1874, ela apresentou três trabalhos - sobre equações diferenciais parciais, sobre a dinâmica dos anéis de Saturno e sobre integrais elípticas - para a Universidade de Göttingen, como sua dissertação de doutorado. Com o apoio de Weierstrass, isso lhe rendeu um doutorado em matemática summa cum laude, depois que Weierstrass conseguiu que ela fosse dispensada dos exames orais usuais.
Kovalevskaya tornou-se, assim, a primeira mulher a receber o doutorado em uma universidade européia. Seu artigo sobre equações diferenciais parciais contém o que hoje é comumente conhecido como o teorema de Cauchy-Kovalevskaya, que prova a existência e a analiticidade de soluções locais para tais equações sob condições iniciais / limites adequadamente definidas.

## Seus últimos anos
Em 1874, Sofia e seu marido, Vladimir, voltaram para a Rússia, mas Vladimir não conseguiu obter uma carreira acadêmica por causa de suas crenças radicais. (Sofia nunca teria sido considerada para tal posição por causa de seu gênero.) Durante esse tempo, eles tentaram uma variedade de esquemas para se sustentar, incluindo a administração de imóveis e o envolvimento com uma empresa de petróleo. No final da década de 1870, ainda em dívidas, decretaram falência.
Em 1875, por alguma razão desconhecida, Sofia e Vladimir, começaram a viver como um casal de verdade, apesar do casamento de fachada. Três anos depois, nasceu sua filha Sofia (chamada "Fufa"). Depois de quase dois anos dedicados a criar sua filha, Kovalevskaya colocou Fufa sob os cuidados de parentes e amigos, retomou seu trabalho em matemática e deixou Vladimir, para o que seria a última vez. Vladimir, que sempre sofreu severas mudanças de humor, ficou mais instável.
Em 1883, diante do agravamento das mudanças de humor e da possibilidade de ser processado por seu papel em uma fraude, Vladimir cometeu suicídio.
Naquele ano, com a ajuda do matemático Gösta Mittag-Leffler, quem a conhecia como aluna de Weierstrass, Kovalevskaya pôde garantir um cargo como docente privado na Universidade de Estocolmo, na Suécia. Kovalevskaya conheceu a irmã de Mittag-Leffler, a atriz, romancista e dramaturga Anne Charlotte Edgren-Leffler.
Até a morte de Kovalevskaya, as duas mulheres compartilharam uma amizade íntima. Em 1884, Kovalevskaya foi nomeada para um cargo de cinco anos como Professora Extraordinária (professora assistente em terminologia moderna) e tornou-se editora da Acta Mathematica. Em 1888, ela ganhou o Prix Bordin da Academia Francesa de Ciências, por seu trabalho  sobre a rotação de um corpo rígido em torno de um ponto "Mémoire sur un particillement du problème de la rotation d'un corps pesant autour d'un point fixe, où l'intégration s'effectue à l 'Aide des fonctions ultraelliptiques du temps ". Sua dedicação resultou na célebre descoberta do que é agora conhecido como o "pião de Kovalevskaya", que foi posteriormente demonstrado ser o único outro caso de movimento do corpo rígido que é "completamente integrável", além dos topos de Euler e Lagrange.
Em 1889, Kovalevskaya foi nomeada professora (professora titular) na Universidade de Estocolmo, a primeira mulher na Europa nos tempos modernos a ocupar essa posição. Depois de muito lobby em seu nome (e uma mudança nas regras da Academia), ela tornou-se um membro correspondente da Academia Russa de Ciências, mas nunca foi oferecida uma carreira docente na Rússia.
Kovalevskaya, envolvida nas correntes vibrantes, politicamente progressistas e feministas do niilismo russo do final do século XIX, também escreveu vários trabalhos não matemáticos, incluindo um livro de memórias, A Russian Childhood, duas peças (em colaboração com a Duquesa Anne Charlotte Edgren-Leffler) e uma novela parcialmente autobiográfica, Nihilist Girl (1890).
Em 1889, Kovalevskaya se apaixonou por Maxim Kovalevsky, um parente distante de seu falecido marido, mas insistiu em não se casar com ele porque ela não seria capaz de se estabelecer e viver com ele.

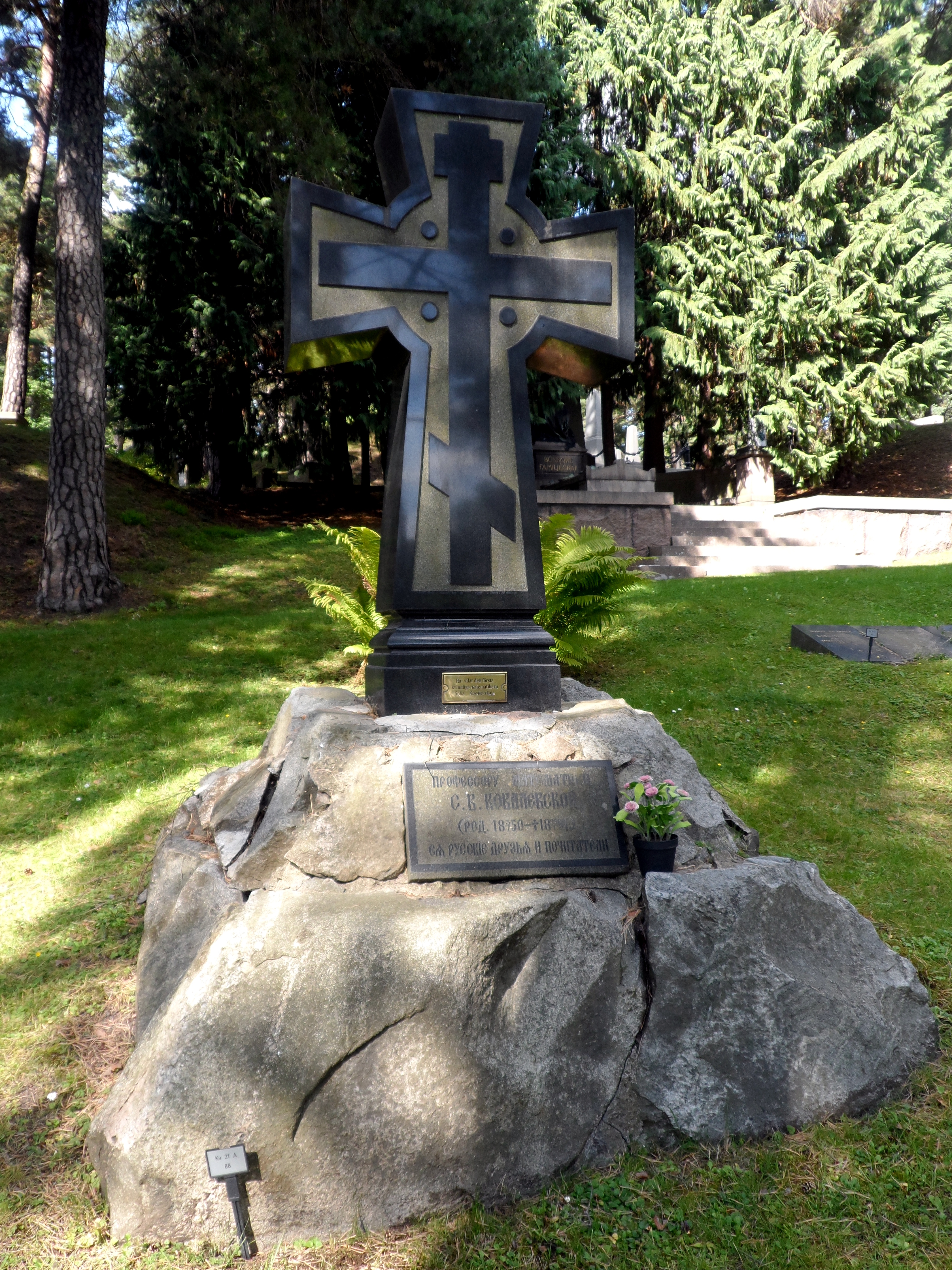
Túmulo de Sofia Kovalevskaya, em Norra begravningsplatsen.

Kovalevskaya morreu em 1891 de gripe em uma recorrência viral da pandemia de gripe de 1889-1890, com evolução para pneumonia, aos quarenta e um anos, depois de voltar de férias em Nice com Maxim. Ela está enterrada em Solna, na Suécia.

## Legado
Os resultados matemáticos de Kovalevskaya, como o teorema de Cauchy-Kowalevski, e seu papel pioneiro como matemática feminina em um campo quase exclusivamente dominado por homens, fizeram dela objeto de vários livros, incluindo uma biografia de Ann Hibner Koblitz, biografia em russo por Polubarinova-Kochina e um livro sobre sua matemática por R. Cooke. As principais contribuições foram no campo das derivadas parciais e funções Abelianas. 

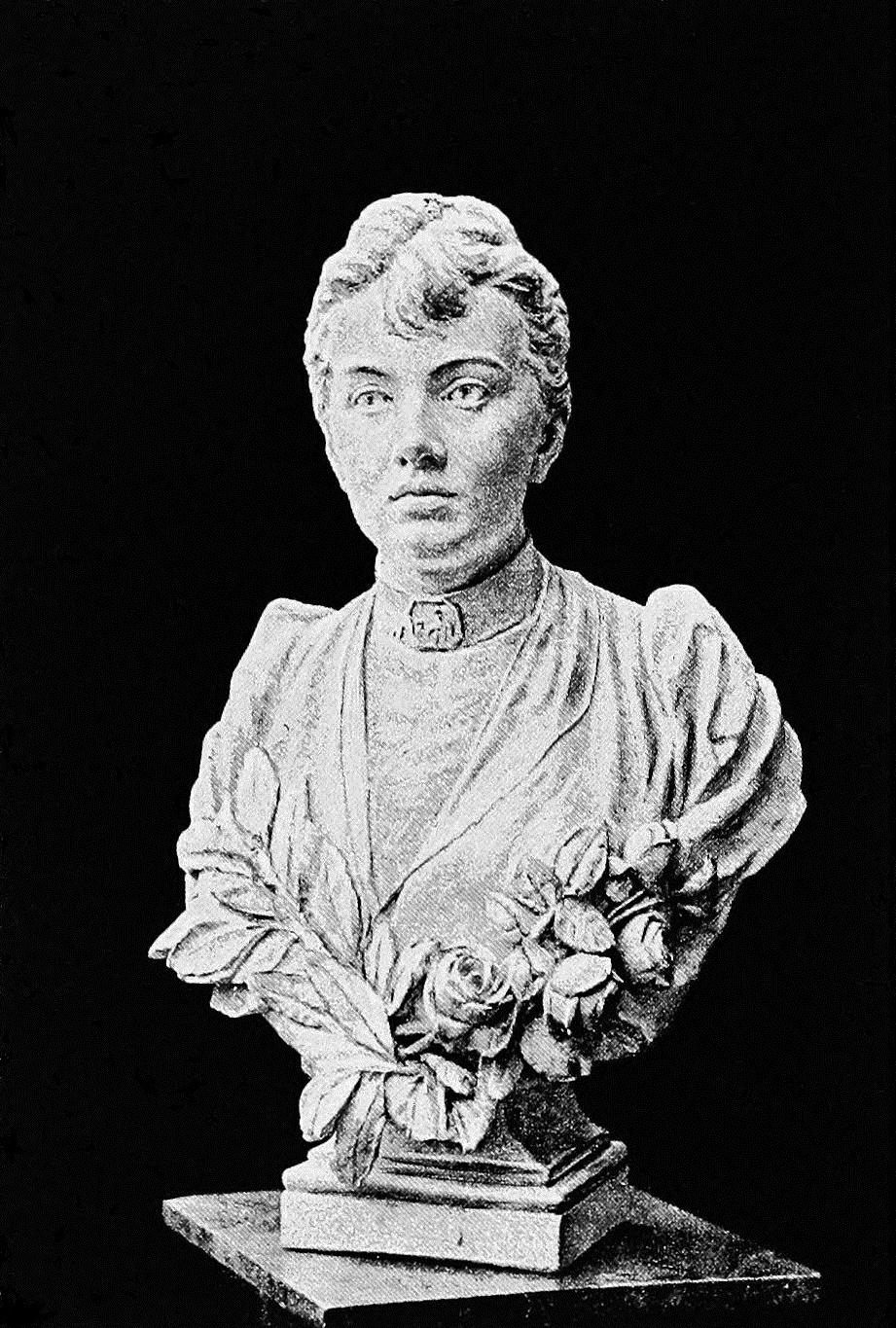
Busto feito pelo escultor finlandês Walter Runeberg
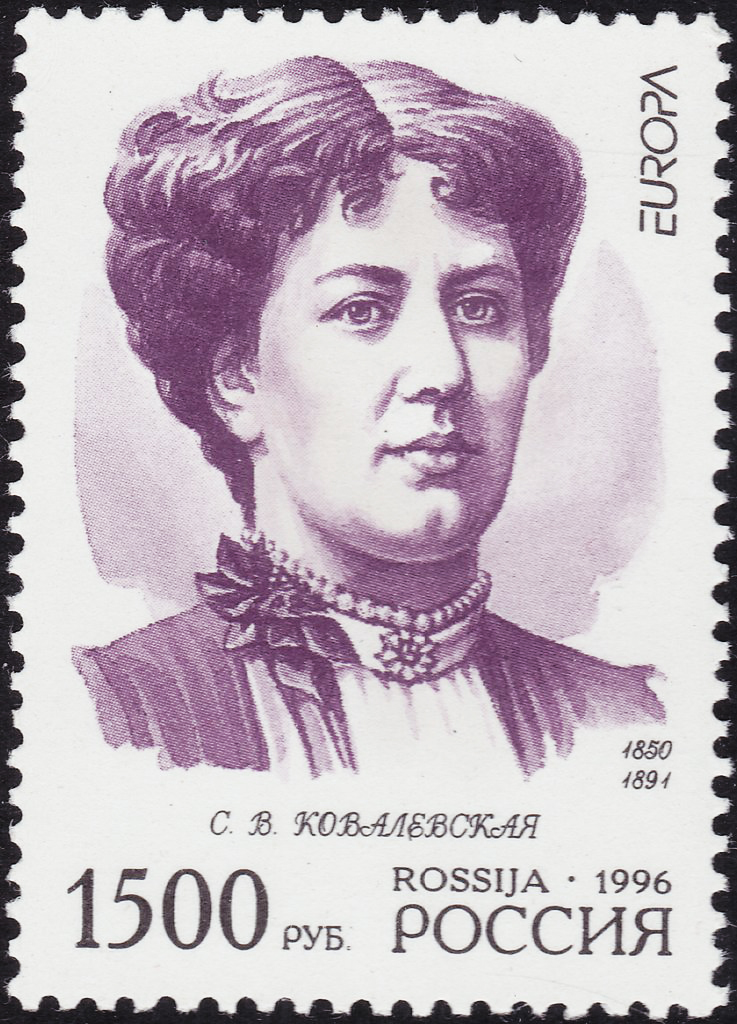
Selo Postal (Rússia / 1996)